# Parque Acuático Maria Lenk

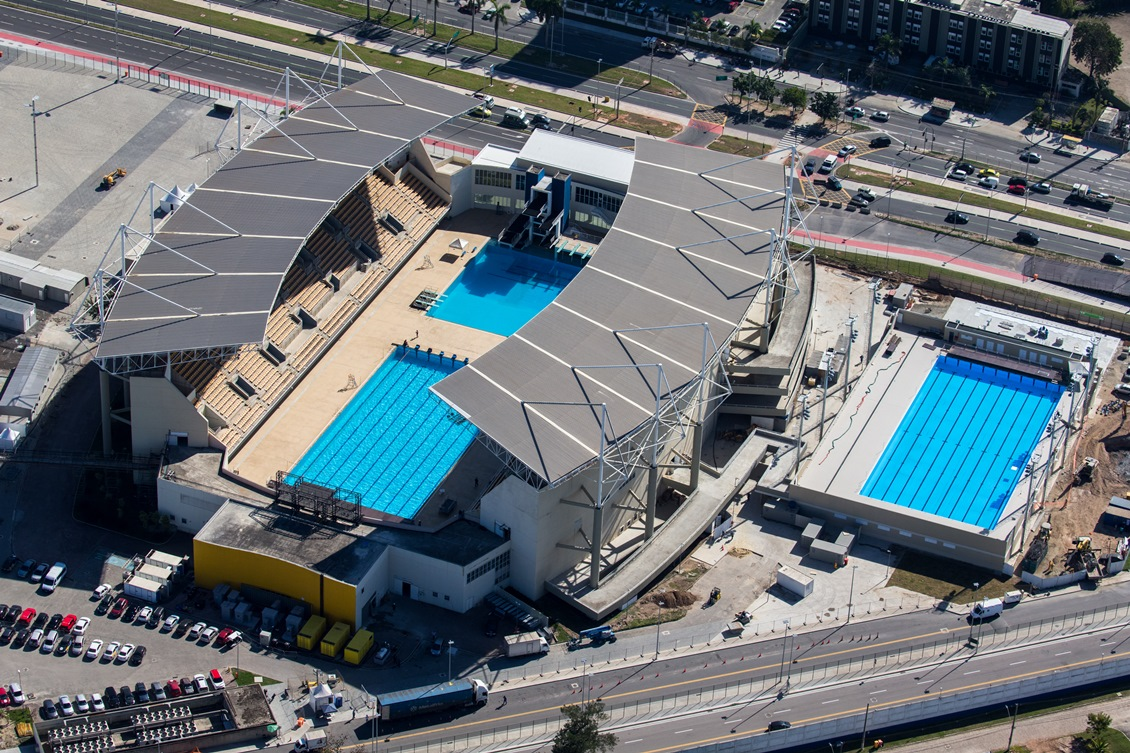
Vista aérea del Parque Acuático María Lenk

El Parque Acuático Maria Lenk (en portugués Parque Aquático Maria Lenk) forma parte del Complejo Deportivo Ciudad de los Deportes del Parque Olímpico de Río de Janeiro, ubicado en el barrio Jacarepaguá de Río de Janeiro. Honra a la nadadora brasileña Maria Lenk. Fue sede de los deportes de nado sincronizado, salto y waterpolo en los Juegos Olímpicos de Río de Janeiro 2016.

## Construcción
Fue construido especialmente para recibir las competencias de natación, nado sicronizado y competencias de saltos de los Juegos Panamericanos 2007. El nombre del parque se decidió el 13 de enero de 2007 por la prefectura de Río de Janeiro como homenaje a la nadadora brasileña Maria Lenk Zigler la cual falleció tres meses antes de su inauguración.
El parque tiene un área parcialmente cubierta y está compuesto por una piscina olímpica, otra de calentamiento y un tanque para saltos o clavados. Este complejo tiene un área de construcción de 42 mil metros cuadrados con capacidad para albergar unas 8.000 personas, e incluye espacios para deportes de combate y zonas de acondicionamiento y entrenamiento.

## Después de los juegos
El parque acuático integrará el Centro de Entrenamiento Time Brasil, con el fin de ser un centro de formación para atletas.